# Transzendentale Meditation

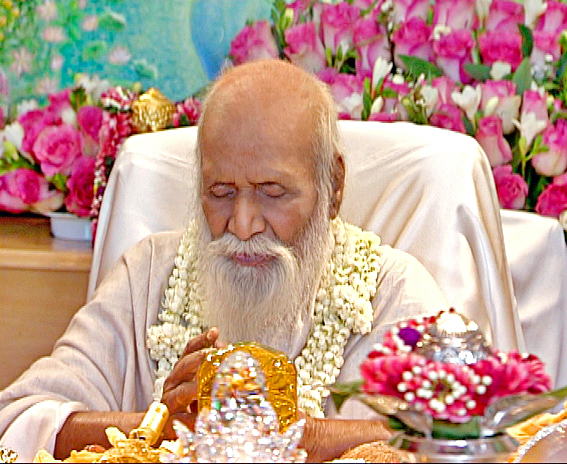
Maharishi Mahesh Yogi (2007)

Transzendentale Meditation (TM) ist der Name einer 1957 von dem Inder Maharishi Mahesh Yogi gegründeten „Geistigen Erneuerungsbewegung“ (Spiritual Regeneration Movement), die im Westen besonders durch ihre Flugversuche, das sogenannte „Yogische Fliegen“, Aufmerksamkeit erregte. Der Name TM steht zudem für eine von Maharishi zum Leben erweckte leicht abgewandelte Form des traditionellen Yoga, der eine bestimmte Reihe meditativer Übungen umfasst. Die Meditationstechnik (TM) wird kostenpflichtig gelehrt und ist markenrechtlich geschützt. Die oft als „TM-Bewegung“ bezeichnete Organisation wurde mehrmals umbenannt. Seit 2000 tritt sie als „Globales Land des Weltfriedens“ auf. Nach Maharishi Mahesh Yogi basiert die Technik auf Ideen der Veden und mündlichen Überlieferungen seines Lehrers Brahmananda Saraswati. Umfassende wirtschaftliche Aktivitäten gibt es zudem im Bereich Ayurveda. Verbunden mit den Techniken ist ein von Maharishi und seiner Organisation verbreitetes esoterisches Lehrsystem, die so genannte „Maharishi Vedische Wissenschaft“, die unter anderem Lehren zu Architektur, Astrologie, Musik und Bildung enthält. Ziel der Bewegung ist es, die Gesellschaft nach ihren Prinzipien umzubauen, was zu einer Verringerung von Leiden und zu mehr Glück für alle Menschen führen soll. Neben wirtschaftlichen Aktivitäten ist die Organisation in verschiedenen Ländern im Bildungsbereich aktiv. Zur Verfolgung politischer Ziele wurden 1992 mehrere Naturgesetzparteien gegründet, die 2004 wieder aufgelöst wurden.

## Geschichte

### 1957–1969
1957 gründete Maharishi in Madras während einer Gedenkveranstaltung zu Ehren seines verstorbenen Lehrers Swami Brahmananda Saraswati das Spiritual Regeneration Movement (SRM) mit dem Ziel einer weltweiten „geistigen Erneuerung“. Ausgedehnte Reisen führten ihn nach Südostasien, USA und Europa. Westdeutschland besuchte Maharishi zum ersten Mal im Jahr 1960. Zwei Jahre später verzeichnete die Organisation in der damaligen Bundesrepublik bereits 18 Meditationszentren. 1961 entstand im nordindischen Rishikesh, Uttar Pradesh, die erste TM-Meditationsakademie, in der noch im gleichen Jahr die ersten internationalen TM-Lehrer-Ausbildungskurse durchgeführt wurden. Zwei Bücher schrieb Maharishi in dieser Zeit: Die Wissenschaft vom Sein und die Kunst des Lebens (engl.: The Science of Being and the Art of Living) und eine kommentierte Neuübersetzung der ersten sechs Kapitel der Bhagavad Gita, eines Schlüsseltextes der vedischen Literatur.
Erlernten in den Anfangsjahren vorwiegend spirituell interessierte Erwachsene der Mittelschicht die TM, wuchs mit Gründung der Students’ International Meditation Society (SIMS) im Jahr 1965 auch in der jüngeren Generation das Interesse an TM. 1968 hatten in den USA schon 12.000 Studenten TM erlernt, 1970 waren es 32.000. In Konsequenz dieser Entwicklung begann Maharishi, seine Botschaft in wissenschaftlich anmutende Terminologie zu kleiden. Es entstand die Science of Creative Intelligence (Wissenschaft der Kreativen Intelligenz, WKI), bis heute Teil des Kursangebotes. Parallel zur neuen Terminologie drang Maharishi auf eine wissenschaftliche Untermauerung der Wirkungen der Transzendentalen Meditation. Für den damaligen Erfolg der TM-Organisation sieht der Sozialwissenschaftler Hank Johnston zwei Gründe: die Universalität ihrer Meditationstechnik und die Fähigkeit der Organisation, ihre Botschaft verschiedenen Zielgruppen anzupassen.
1968 sorgte im Westen die Hinwendung von Pop- und Filmgrößen – The Beatles, The Rolling Stones, Mike Love (The Beach Boys), Donovan, Mia Farrow, Shirley MacLaine – für wachsende mediale Präsenz und einen Boom der Kursteilnehmerzahlen. Die Bilder, die die Beatles und ihre Frauen, Donovan und Mia Farrow zu Füßen Maharishi in seiner damaligen Meditationsakademie in Rishikesh, Indien, zeigten (1968), gingen um die Welt und waren wichtiger Anstoßgeber für die einsetzende Flower-Power-Bewegung. Parallel wuchs das Interesse des Westens an östlicher Philosophie und trug ein Weiteres zu dieser Entwicklung bei. Aufgrund von Gerüchten über Annäherungsversuche gegenüber einer Kursteilnehmerin wandten sich die Beatles vorübergehend von Maharishi ab. John Lennon schrieb sein wütendes, auf Maharishi gemünztes Sexy Sadie, das auf dem Weißen Album veröffentlicht wurde (1968). Später dementierten Paul McCartney, George Harrison und der Harrison-Freund Deepak Chopra, dass es je zu Übergriffen gekommen sei, und bekannten sich wieder zu ihm und seiner Meditation.

### Gründung der „Weltregierung des Zeitalters der Erleuchtung“
Sein am 12. Januar 1975 auf dem Vierwaldstättersee, Schweiz, ausgerufenes „Zeitalter der Erleuchtung“ und die 1976 gegründete „Weltregierung des Zeitalters der Erleuchtung“ mit zehn „Ministerien“ (darunter ein „Ministerium zur Gesundheit und Unsterblichkeit“) – damals war der Hauptsitz der Bewegung im schweizerischen Bergdorf Seelisberg – irritierte nicht nur Skeptiker. Anlass waren Statistiken, nach denen in einem knappen Dutzend kleinerer und mittlerer US-Städte die Zahl der TM-Meditierenden den Schwellenwert von 1 Prozent überschritten hatte und gleichzeitig ein Rückgang der Kriminalität zu beobachten gewesen war. Die TM-Organisation setzte beides zueinander in Bezug und sprach seither vom „Maharishi-Effekt“, mit dessen Hilfe es möglich sei, die ganze Welt in einen Zustand des Friedens und des Wohlstands zu überführen. Die plakativ-provozierende Ausrufung dieser „neuen Ära“ in Metropolen wie New York, London, Paris, Hamburg und Berlin rief zunehmend Kritiker auf den Plan, die in der Bewegung eine „gefährliche Jugendsekte“ sahen.
Für weiteren Diskussionsstoff sorgte 1976 Maharishis Lancierung von ergänzenden Meditationstechniken. Das aus einer Schrift des vedischen Gelehrten Patanjali abgeleitete TM-Sidhi-Programm will übernatürliche Fähigkeiten und „höhere Bewusstseinszustände“ fördern. Insbesondere das „Yogische Fliegen“ sorgt seither für heftigen Disput und setzt die TM-Bewegung immer wieder dem Ruch der Scharlatanerie aus.
Unbeirrt von solcher Kritik verlautbarte die TM-Organisation 1978 aufgrund neuer Statistiken, dass mit Hilfe des TM-Sidhi-Programms nunmehr nur noch ein Bruchteil jenes „1 Prozents der Bevölkerung“ genüge, um den angestrebten Maharishi-Effekt auszulösen: vorausgesetzt, das Programm wird zeitgleich von großen Gruppen praktiziert. Dieser „erweiterte Maharishi-Effekt“ wirke wie eine stille „Regierung“: als „Weltregierung des Zeitalters der Erleuchtung“, wie Maharishi die Organisation nunmehr nannte.
1975 wurde im niedersächsischen Schledehausen bei Osnabrück die „Residenz des Zeitalters der Erleuchtung“ eröffnet. Die Einrichtung weiterer Akademien u. a. in Boppard, Bad Urach, Wachendorf und Maharishi-Ayurveda-Kliniken stießen in der Öffentlichkeit auf Kritik und Ablehnung.

### TM-Schulverbot und Religionsnachweis 1977
1977 klagte eine kleine Koalition von TM-Gegnern vor einem US-Gericht in New Jersey, um ein Verbot von TM-Kursen an einer öffentlichen Schule zu erwirken. Dazu hatten die TM-Gegner dem Gericht plausibel nachzuweisen, dass TM eine Religion ist, was die TM-Anwälte vehement bestritten. Der Nachweis gelang, die TM-Gegner gewannen den Prozess und da die amerikanische Verfassung die staatliche Unterstützung einer bestimmten Religion verbietet, entschied das Gericht, dass TM „religious in nature“ ist und die Durchführung von TM-Kursen an öffentlichen Schulen gegen die Verfassung der Vereinigten Staaten verstößt. Dieses Gerichtsurteil wurde 1979 bestätigt und ist bis heute rechtskräftig.

### Maharishi-Ayurveda, politische Parteien und Unbesiegbarkeitsschulen
1980 verlegte Maharishi seinen Sitz nach Neu-Delhi, Indien, und begann, sich auch für eine Erneuerung und Neugliederung der altindischen Gesundheitslehre Ayurveda einzusetzen. Eine Reihe namhafter Vertreter dieser Lehre konnte er für das Vorhaben gewinnen: unter anderem den damaligen Präsidenten des All India Ayurveda Congress, Brihaspati Triguna. Unter Bezug auf alte Textbücher des Ayurveda wurde TM als unverzichtbare Schlüsseltechnik des Ayurveda definiert und 1986 ein „Weltplan für vollkommene Gesundheit“, auf Basis des nun so genannten Maharishi-Ayurveda, ins Leben gerufen. Die Etablierung zahlreicher Maharishi-Ayurveda-Kliniken waren die Folge.

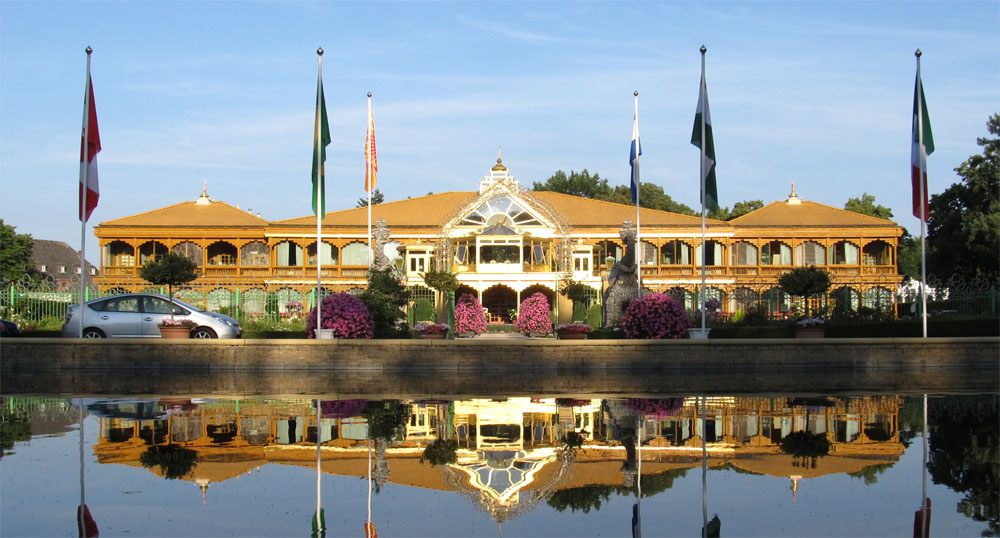
Gebäude des TM-Hauptsitzes in Vlodrop, Niederlande

Ab 1991 wurden auf Vorschlag Maharishis in mehreren Staaten politische Parteien gegründet, um die Postulate und Programme der Bewegung zu fördern. Im deutschsprachigen Raum nannte sich die Partei Naturgesetzpartei bzw. Österreichische Naturgesetzpartei (ÖNP). In der Bundesrepublik konnte sie nach Eigenangaben 1.500 Mitglieder gewinnen. Bei Wahlen, zu denen sie antrat, blieb sie bedeutungslos. Die 1992 in Deutschland gegründete Naturgesetzpartei wurde mangels Erfolg 2004 aufgelöst; die meisten anderen Parteien wurden ebenfalls aufgelöst. Daraufhin wurde mit dem Aufbau sogenannter Unbesiegbarkeitsschulen begonnen (als Regelschulen in privater Trägerschaft). Dieses Projekt scheint seit 2009 zu stagnieren.

### Siedlungen, Mäzen und TM-Währung
Am 7. Oktober 2000 benannte Maharishi seine Dachorganisation um in „Globales Land des Weltfriedens“: ein virtuelles, grenzenloses Land „für alle friedliebenden Bürger der Welt“. Als erster „Regent“ wurde Tony Nader gekrönt, ein libanesischer Neurophysiologe und jahrelang enger Mitarbeiter Maharishis. Nader hatte 1998 in seinem Buch „Menschlicher Körper: Ausdruck des Veda und der Vedischen Literatur“ Übereinstimmungen aufgezeigt, die zwischen der Struktur vedischer Literatur und dem menschlichen Körper bestehen. Als Anerkennung für diese Arbeit wurde er am 12. Oktober 2000 von Maharishi in Gold aufgewogen.
Eine eigene Währung wurde eingeführt, der Raam, der in begrenztem Umfang in den Niederlanden und den USA im Umlauf war.
Im Jahr 2001 gründete die Organisation nördlich der nordamerikanischen Kleinstadt Fairfield, Iowa, Maharishi Vedic City, eine als Mustersiedlung zu verstehende Kleinstadt mit wenigen hundert Einwohnern. Innerhalb der Gemeindegrenzen müssen Gebäude gemäß altindischer (sthapatya-vedischer) Architekturprinzipien gebaut werden und ist der Einsatz von Pestiziden und Kunstdünger verboten.
Seit 2005 wird die TM-Organisation von dem Filmregisseur David Lynch und seiner David Lynch Foundation for Consciousness Based Education and World Peace unterstützt. Die Stiftung vergibt Stipendien zum Erlernen der TM, wirbt für den Bau von „Unbesiegbarkeits-Universitäten“ und propagiert ein auf Bewusstseinsbildung gegründetes Bildungs- und Erziehungswesen. Die Stiftung erwarb auf dem Berliner Teufelsberg das Gelände der ehemaligen Abhörstation der USA, um dort die „Universität unbesiegbares Deutschland“  zu bauen. Eine Baugenehmigung wurde vom Bezirk Charlottenburg-Wilmersdorf bisher nicht erteilt.
2007 gab der Folk-Sänger und Songwriter Donovan Pläne zum Bau einer Invincible Donovan University in seiner Heimat Schottland bekannt.
Am 11. Januar 2008 kündigte Maharishi seinen Rückzug vom Tagesgeschäft an und übergab die Leitung seiner Organisation an Tony Nader. Am gleichen Tag gab Maharishi die Gründung des Brahmananda Saraswati Trust bekannt, einer in Indien ansässigen Stiftung, die den Unterhalt großer Meditations-Gruppen finanzieren soll. Am 5. Februar 2008 starb Maharishi an seinem Wohnsitz in Vlodrop, Niederlande, eines natürlichen Todes. Am 11. Februar wurde sein Körper in Allahabad, Indien, unter staatlichen Ehren verbrannt.

### Schulprojekte
Im September 2011 übernahm England eine ehemals private TM-Schule in die staatliche Finanzierung, als sog. Free School. In Indien ist Maharishi Vidya Mandir mit über 200 Schulen in 16 Bundesstaaten der größte private Anbieter allgemeinbildenden Unterrichts. In San Francisco, USA, wird das „Stille Zeit“-Programm an mehreren Mittel- und Oberschulen eingesetzt. Es beinhaltet zweimal täglich zehn bis fünfzehn Minuten TM zu Anfang und Ende des Schulunterrichts.

## Lehre

### Transzendentale Meditation
Der Meditierende soll bei der Transzendentalen Meditation bequem und aufrecht sitzen und bei geschlossenen Augen gedanklich ein Mantra, ein Wort aus dem Sanskrit, wiederholen. Die Auswahl der Mantren wird von der Organisation geheim gehalten. Laut Aussage ehemaliger TM-Lehrer soll es sich um Namen von Hindu-Gottheiten handeln, ausgewählt nach Alter und Geschlecht der Kursteilnehmer.
In der Meditation zielt das Verfahren darauf ab, die Gedankenaktivität hinter sich zu lassen, zu „transzendieren“, und somit das eigene Bewusstsein „pur“ zu erfahren: gemäß der Lehre des Maharishi das Selbst des Menschen. Mit fortschreitender Übung werde diese Selbsterfahrung auch während der Aktivität aufrechterhalten. Konzentration oder Kontemplation seien nicht erforderlich. Transzendentale Meditation soll zweimal täglich zwanzig Minuten geübt werden.
Unterrichtet wird TM in einem Sieben-Schritte-Grundkurs. Kostenfrei sind zwei Informationsvorträge und ein persönliches Gespräch mit einem TM-Lehrer. Der sich anschließende Grundkurs, bestehend aus vier zweistündigen Lektionen und einer Überprüfung der Technik zehn Tage danach, ist kostenpflichtig.
Die Einführung in die TM erfolgt dabei in Schritt vier durch die Initiations-Puja vor einem Bild Guru Devs mit Opfergaben des Adepten, und anschließender Mantravergabe.
Folgetreffen zur Überprüfung der Praxis sind optional und lebenslang kostenfrei, ebenso wie der Besuch von Gruppenmeditationen und Einzelsitzungen zur Überprüfung und ggf. Korrektur der Meditationspraxis. In Deutschland werden seit 2015 für den Grundkurs 1190 Euro verlangt. Bedürftige und Familien erhalten Rabatt: Schüler, Auszubildende, Studenten und Geringverdiener bezahlen 595 Euro, Familien (zwei Erwachsene und alle Kinder unter 18) insgesamt 1785 Euro. Ratenzahlungen sind jeweils möglich.
Aufgrund eines Markenschutzes darf die Technik unter dem Namen Transzendentale Meditation nur von autorisierten (zertifizierten) TM-Lehrern unterrichtet werden. Kurse, die zum Teil von ehemaligen TM-Lehrern unter abweichenden Namen angeboten werden, werden von der TM-Organisation nicht anerkannt.

### TM-Sidhis und „Yogisches Fliegen“
Transzendentale Meditation kann mit Zusatz- und Fortgeschrittenen-Techniken erweitert werden: wie zum Beispiel mit den Techniken der TM-Sidhis und des so genannten „Yogischen Fliegens“. Als Sidhis (auch Siddhis) werden hier geistige Fähigkeiten bezeichnet, in deren Folge sich so genannte „höhere“ Bewusstseinszustände entwickeln sollen, wie sie in dem altindischen Lehrsystem des Yoga beschrieben werden. Bei Auswahl und Zusammenstellung dieser Techniken lehnte sich Maharishi Mahesh Yogi an die Yoga-Sutras Patanjalis an, ein Standardwerk des Yoga.
Im Wesentlichen bestehen die TM-Sidhi-Techniken darin, im Anschluss an die TM-Technik eine Auswahl der von Patanjali beschriebenen Formeln gedanklich zu wiederholen. Eine dieser Techniken, das Yogische Fliegen, soll den Ausübenden in die Lage versetzen, frei zu schweben. Bei den meisten Anwendern der TM-Sidhi-Technik kann man nach Angaben des Anbieters regelmäßig das erste beschriebene Stadium – Hüpfen – beobachten. Schwebezustände der weiteren Stadien (Schweben und Fliegen), die gegen die Gesetze der Physik verstoßen würden, werden nicht demonstriert. Maharishi Mahesh Yogi übte diese Technik angeblich prinzipiell nicht öffentlich aus.

### Maharishi-Effekt
Als „Maharishi-Effekt“ bezeichnet die TM-Organisation gesellschaftliche Veränderungen, wenn ein bestimmter Anteil der Bevölkerung TM oder, in Gruppen, TM-Sidhis und das Yogische Fliegen ausübt („erweiterter Maharishi-Effekt“). Gesellschaftliche Effekte, die von TM-Anhängern und TM-nahen Wissenschaftlern erwartet werden, sind ein Rückgang von Kriminalität, Unfällen, kriegerischen Aktivitäten oder Krankheit und gleichzeitig eine Zunahme positiver Trends in Gesellschaft, Wirtschaft (wie zum Beispiel weniger Inflation und Arbeitslosigkeit) und Politik. Für einen globalen Effekt seien 8000 Personen an einem Ort notwendig. Diverse, zum Teil auch in wissenschaftlichen Fachjournalen veröffentlichte Untersuchungen sollen den Effekt belegen. Bei einer dieser Untersuchungen hatten 1993 in Washington, D.C. mehr als 4000 TM-Meditierende teilgenommen. Die TM-Organisation bewertet die Ergebnisse der Untersuchung positiv, Kritiker sehen das Experiment als gescheitert und unwissenschaftlich an. Studienleiter John Hagelin und das ausführende TM-Institut wurden hierfür 1994 mit dem satirischen Ig-Nobelpreis in der Kategorie „Frieden“ ausgezeichnet.

### Politik
Maharishi hat sich mehrfach gegen die Demokratie, wie sie heute praktiziert wird, ausgesprochen. Regierungen hat er mehrfach aufgefordert, sich von seiner TM-Organisation beraten zu lassen: zugunsten eines Bildungswesens, das die Ausbildung des Bewusstseins in den Vordergrund stellt. Um Kriminalitätsrate, nationale Sicherheit, Wirtschaft und Umwelt positiv zu entwickeln, sei der Einsatz von Großgruppen Yogischer Flieger die wirkungsvollste und preiswerteste Methode. Das Bemühen um öffentliche Unterstützung dieses Konzepts blieb bisher ohne Erfolg. Versuche, Staatsorgane deshalb zu verklagen, scheiterten. In Deutschland ließ die TM-Organisation 1979 ihre Mitglieder etwa 1.000 Strafanzeigen gegen die Deutsche Bundesregierung einreichen wegen fahrlässiger Tötung und fahrlässiger Körperverletzung, da die Bundesregierung nur die „Schulmedizin“ fördere, eine objektive Information der Bevölkerung über Transzendentale Meditation hingegen systematisch behindere. Die Staatsanwaltschaften wiesen sämtliche Strafanzeigen ab, da es keine tatsächlichen Anhaltspunkte und somit keinen Grund für Ermittlungen gebe. Ebenso rief die TM-Organisation wegen der in ihren Augen illegalen Beteiligung der Bundesregierung am Kosovokrieg zur Steuerverweigerung auf. Von 1992 bis 2004 gab es in Deutschland die Naturgesetz Partei, eine Kleinpartei wie die Nature Law Partys in anderen Ländern, die sich größtenteils bis 2004 auflösten.

### Maharishi Ayurveda
Ayurveda-Dienstleistungen und -Produkte der TM-Organisation werden von der Maharishi Ayur Veda Products Ltd., Neu-Delhi, und ihren Tochterfirmen unter der ebenfalls markenrechtlich geschützten Bezeichnung Maharishi Ayurveda angeboten. Produziert wird in Indien wie auch regional vor Ort. Der Vertrieb erfolgt über Versand- und Zwischenhandel. Zertifizierungen sollen dafür sorgen, dass die nach Herstellerangaben überwiegend biologisch produzierten Produkte rückstandsfrei und gesundheitlich unbedenklich sind. In Europa sind unter anderem die Maharishi Ayurveda Privatklinik in rheinland-pfälzischen Bad Ems, das Maharishi Ayurveda Gesundheitszentrum in Seelisberg (Schweiz), das europaweit agierende Versandhaus Maharishi Ayurveda Produkte im niederländischen Herkenbosch sowie die als gemeinnützig anerkannte und in Berlin ansässige Deutsche Gesellschaft für Ayurveda zentrale Einrichtungen.

## Größe und Verbreitung

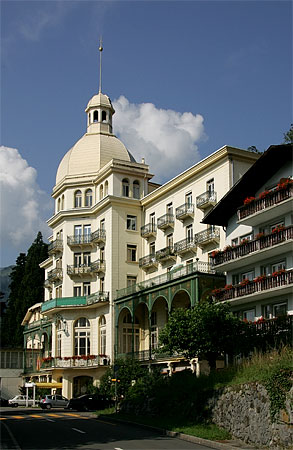
Maharishi European Research University, Seelisberg, Schweiz

Die TM ist besonders in den Vereinigten Staaten, in Westeuropa und Australien verbreitet, jedoch weniger in ihrem Herkunftsland Indien. Es wird zwischen TM-Lehrern unterschieden und denen, die einen TM-Kurs besucht haben. Der Religionswissenschaftler Georg Schmidt schätzte die weltweite Zahl der TM-Lehrer im Jahr 2003 auf 16.000 und gab für Deutschland einige hundert TM-Lehrer an. Anderen seriösen Quellen zufolge gibt es in Deutschland etwa 1000 ausgebildete TM-Lehrer und 5.000 bis 10.000 aktiv TM-Praktizierende. Die Zahlen der weltweiten Mitglieder und Anhänger variieren zwischen 50.000 und 5 Millionen (Eigenangabe der Organisation). Die deutsche Hauptverwaltung befindet sich in Hannover. Derzeit bestehen etwa 60 Lehrinstitute („TM-Center“).
Schätzungen über den finanziellen Wert und das Vermögen der Organisation reichen von umgerechnet 2,4 Milliarden Euro bis 5 Milliarden Euro. Darin eingeschlossen sind Kliniken, Bildungseinrichtungen, ein Ayurveda-Vertriebsnetz, eine umfangreiche Bücher- und Video-Bibliothek sowie Besitz an Immobilien.

## Organisation
Die TM-Bewegung ist hierarchisch strukturiert. An der Spitze steht die Weltregierung für das Zeitalter der Erleuchtung mit ihrem Hauptquartier, das sich bis 2006 in Maharishi Nagar bei Neu-Delhi befand. Unterhalb dieser Ebene wirken einzelne TM-Organisationen beziehungsweise ihre nationalen Verbände, die sich im Laufe der Zeit organisatorisch gewandelt haben und gegenwärtig in Form verschiedener Organisationen, Stiftungen und politischer Parteien fassbar sind:
- Deutschsprachiger Raum: Internationale Meditationsgesellschaft (IMS), Gesellschaft der Weltregierung des Zeitalters der Erleuchtung zur Förderung der TM und der Wissenschaft der Kreativen Intelligenz (GTM), Siddha Corporation, Samhita GmbH, Maharishi Veda GmbH, Vedisches Friedenskorps, Weltplan-Center, Center des Zeitalters der Erleuchtung, Maharishi-Kolleg für Naturgesetz, Akademie für Vedische Wissenschaft, Maharishi Kolleg, Maharishi Kolleg für Vedische Medizin, Maharishi Weltfriedens-Stiftung, Maharishi GmbH, Maharishi Center für Unbesiegbarkeit.[12]
- International: Spiritual Regeneration Movement (SRM), World Plan Executive Council, Weltvereinigung für Ayurveda-Medizin, Maharishi Global Revenue Fund, World Peace Endowment Fund, Global Country of World Peace, Brahmanada Saraswati Trust.[50] Bildungseinrichtungen, die sich auf Maharishis Lehre berufen, sind z. B. in Indien das Maharishi Institute of Management, in den USA die Maharishi University of Management (MUM) (vormals Maharishi International University, MIU) und die Maharishi European Research University (MERU, Schweiz und Niederlande). 1979 erwarb die MERU Stiftung das ehemalige Kolleg St. Ludwig im niederländischen Vlodrop und baute dort den Hauptsitz der TM-Bewegung aus. In Indien unterhält die Organisation ein Netz privater Elementarschulen (Maharishi Vidya Mandir).[51][52] In Kambodscha betreibt sie drei Campus einer Maharishi Vedic University (MVU): landwirtschaftlich ausgerichtete Einrichtungen mit den Fakultäten Medizin, Landwirtschaft und Management.[53][54][55] Die Organisation betreibt den Satelliten-TV- und Webcast-Sender Maharishi Channel – Maharishi Open University, der fünf mehrsprachige Programme ausstrahlt.[56][57]

## Forschung
Die medizinischen, psychischen und sozialen Effekte der Transzendentalen Meditation werden seit Anfang der 1970er Jahre wissenschaftlich untersucht. Das Spektrum der Untersuchungen reicht von Diplom- und Doktorarbeiten bis hin zu umfangreichen statistischen Erhebungen. Die TM-Organisation bewirbt ihre Technik mit Hinweis auf positive Forschungsergebnisse. Kritiker verweisen unter anderem darauf, dass der überwiegende Teil der beteiligten Forscher selbst TM praktiziert oder der TM-Organisation verbunden sei. Auch die Qualität vieler Studien wird bemängelt.

### Geistige Leistung
2003 berichteten Canter und Ernst in der Wiener Klinische Wochenschrift über zehn randomisiert-kontrollierte Studien, die sich mit längerfristigen Wirkungen der TM auf kognitive Funktionen befasst hatten. Vier Studien hätten signifikant positive, vier keinen und zwei gemischte Resultate gezeigt. Canter und Ernst merkten an, dass bei den vier signifikant positiven Studien die Versuchspersonen schon vor Beginn der Studie beabsichtigt hatten, TM zu erlernen, und interpretierten die Ergebnisse deshalb als Folge einer Erwartungshaltung. Für die These, TM verbessere zunehmend die geistigen Leistungen, sahen sie in den zehn Studien „keinen überzeugenden Beleg“.

### Posttraumatische Belastungsstörungen
Mehrere Studien zeigten bei Veteranen des Vietnam-Krieges, die Transzendentale Meditation praktizieren, einen deutlichen Rückgang posttraumatischer Belastungsstörungen (PTBS). Im Jahr 2012 stellte das US-amerikanische Verteidigungsministerium dem Maharishi University of Management Research Institute und dem San Diego Veterans Administration Medical Center 2,4 Millionen Dollar zur Verfügung, um die Wirkung der TM-Technik auf PTBS-Patienten weiter untersuchen zu lassen.

### Bluthochdruck, Herz-Kreislauf, Sucht
Untersuchungen weisen darauf hin, dass Transzendentale Meditation Bluthochdruck senkt.
Canter und Ernst vom Institut für Alternativmedizin der Universität Exeter unterzogen 2004 alle bis dahin verfügbaren Studien zu den Effekten von TM auf den Blutdruck einer Meta-Analyse. Die fehlende Neutralität der Untersucher und schwerwiegende methodische Mängel in den Studien ließen sie zu dem Schluss kommen, dass der blutdrucksenkende Effekt der TM bis dahin keinesfalls bewiesen sei. Sie bemängelten auch fehlende Hinweise auf ungünstige Nebenwirkungen der Meditation und halten TM für schulmedizinisch nicht vertretbar. Die FAZ kritisiert in dem Zusammenhang die leichtfertige Veröffentlichung solch mangelhafter Studien in renommierten Fachjournalen.
2008 veröffentlichte das American Journal of Hypertension eine Studie, die Qualitätsbewertung und Metaanalyse einsetzte. Untersucht wurden alle bis Dezember 2006 veröffentlichten Arbeiten über die Wirkungen von TM auf den Bluthochdruck. Die Autoren Anderson, Liu und Kryscio, Universität von Kentucky, USA, fanden neun randomisiert-kontrollierte Studien, die die Qualitätskriterien der Untersuchung erfüllten. TM war hier als primäre Maßnahme angewandt worden. Im Durchschnitt nahm bei regelmäßiger TM-Praxis der Blutdruck ab. Die gefundenen Werte seien so hoch, dass nach Ansicht der Autoren auch eine signifikante Verringerung von atherosklerotischen und Herz-Kreislauferkrankungen zu erwarten sei, „ohne medikamentöse Nebenwirkungen“. Nach Ansicht von Science Daily werde damit eine frühere Studie bestätigt. Dort habe Transzendentale Meditation im Vergleich zu anderen Formen von Entspannung, Meditation, Biofeedback oder Stressmanagement den Bluthochdruck signifikant gesenkt.
Die American Heart Association (AHA) veröffentlichte 2013 in ihrem Fachjournal Hypertension Empfehlungen für die klinische Praxis zur Blutdrucksenkung mittels alternativer Ansätze. Die AHA beschreibt TM als in bescheidenen Umfang blutdrucksenkend, damit prinzipiell für die klinische Praxis zur Unterstützung schulmedizinischer Therapien geeignet. Sie empfiehlt dafür aber andere alternative Methoden, die wirksamer bzw. einfacher verfügbar erscheinen. Anderen Meditationsformen wurde aufgrund ergebnisloser bzw. gemischter Resultate sowie einer insgesamt geringeren Anzahl von Studien keine blutdrucksenkende Wirkung zugesprochen.

## Rezeption

### Maharishi-Effekt
Die wissenschaftliche Untersuchung des von TM-Organisationen behaupteten Maharishi-Effekts, demzufolge vielfältige positive gesellschaftliche Effekte entstünden, wenn die Quadratwurzel aus einem Prozent der Bevölkerung meditieren würde, wurde kritisiert. Die Soziologen Evan Fales und Barry Markovsky kritisieren den Umgang mit solch unorthodoxen Theorien in der wissenschaftlichen Literatur.
In Entgegnung auf die im Journal of Conflict Resolution veröffentlichte Studie International Peace Project in the Middle East: The Effects of the Maharishi Technology of the Unified Field bezeichneten sie die Theorie des Maharishi-Effekts als esoterisch, unvollständig und unvereinbar mit den Gesetzen der Physik. Grenzwerte für die Wirksamkeit des Effekts seien willkürlich gesetzt. Für die statistischen Ergebnisse seien auch alternative Erklärungen möglich: Unberücksichtigte Drittvariablen, die sowohl die Zahl der Meditierenden als auch die gesellschaftlichen Effekte beeinflussen (Feuer, Verkehrsunfälle, kriegerische Ereignisse). Der TM zugeneigte Forscher würden unzulässig die Reputation renommierter Fachjournale ausnutzen und auf diese Weise Forschungsmittel, Einfluss auf Politiker und Einfluss auf die Öffentlichkeit erlangen.
James Randi überprüfte Aussagen von Robert Rabinoff von der Maharishi International University in Fairfield aus dem Jahr 1978: Die große Zahl an Praktizierenden der TM habe in Fairfield die Kriminalitäts- und die Unfallrate reduziert sowie die Getreideproduktion angeregt. Laut Aussage Randis habe das Fairfield Police Department, das Iowa Department of Agriculture und das Iowa Department of Motor Vehicles diese Behauptungen nicht bestätigt. Außerdem besagt auch die Kriminalitätsstatistik des Fairfield-Jefferson-Countys von 1991–1998 anderes.

### Neutralität
Markovsky zufolge wird ein Großteil der Forschung zur Transzendentalen Meditation von den TM-Organisationen finanziert. Die beteiligten Wissenschaftler seien nicht neutral und versuchten nicht, ihre Theorien zu widerlegen (wie es der kritische Rationalismus einfordern würde), sondern sie zu belegen. In diesem Kontext wurde kritisiert, dass Maharishi selbst die Wissenschaft für korrupt hält.
Im Auftrag des Journal of the American Medical Association (JAMA) zeigte Wissenschaftsjournalist Andrew A. Skolnick finanzielle Verbindungen der TM-Organisation mit den Forschern Brihaspati Dev Triguna und Deepak Chopra auf, die einen Artikel in der JAMA zur Wirksamkeit von Ayurveda und Transzendentaler Meditation veröffentlicht hatten, ohne ihre finanzielle Verbindung zur TM-Organisation anzugeben. Auch auf die finanziellen Verquickungen des Forschers Tony Nader mit der Organisation wies er hin. Weitere Vorwürfe in Skolnicks Artikel zielten auf den Verkauf von aus seiner Sicht „teuren und nutzlosen“ pflanzlichen Medikamenten für AIDS-Kranke.
Die TM-Organisation kontert solche Kritik unter anderem mit dem Hinweis auf die US-amerikanische Gesundheitsbehörde, die diese Forschung in zweistelliger Millionenhöhe mitfinanziert, und auf die American Medical Association, die größte medizinische Standesvertretung der USA, die mehrfach auf Forschungsarbeiten über gesundheitsfördernde Effekte der TM hingewiesen hat.

### Schulwesen
Der Einsatz der TM an öffentlichen Schulen wurde kritisiert. TM sei insgeheim eine neohinduistische Religion. Fürsprecher der TM entgegnen, die Technik der TM stamme aus vorhinduistischer Zeit, aus der vedischen Hochkultur Indiens.

### FilmDavid Wants to Fly
Im Jahr 2010 erschien der Dokumentarfilm David Wants to Fly von David Sieveking, in dem der Regisseur seine persönlichen Erfahrungen mit der Transzendentalen Meditation und seinen Begegnungen mit David Lynch verarbeitet und kritische Recherchen über den Hintergrund der TM-Organisation durchführt.

## Kontroversen
Seit den 1970er Jahren sieht sich die TM-Organisation wiederkehrenden Vorwürfen ausgesetzt, denen sie zum Teil auch gerichtlich entgegentritt:

### Deutsche Bundesregierung vs. TM
In den 1980er Jahren bemühte sich die TM-Organisation, negative Äußerungen staatlicher „Sektenberichte“ gerichtlich zu unterbinden. Das Oberverwaltungsgericht für das Land Nordrhein-Westfalen gelangte zu der Überzeugung, dass bei Transzendentaler Meditation keine statistisch erhöhte Gefahr, z. B. einer Persönlichkeitszerstörung, bewiesen wurde, und untersagte der Bundesregierung mit Urteil vom 18. Dezember 1985 (5 A 1125/84) Warnungen vor TM. Nach Revision der Bundesregierung hob das Bundesverwaltungsgericht mit Urteil vom 23. Mai 1989 (BVerwGE Bd. 82 S. 76 ff) diese Entscheidung auf, u. a. mit der Begründung, die Bundesregierung habe vor dem Risiko psychischer Schäden, z. B. bei labiler Persönlichkeitsstruktur, gewarnt. Ein genereller Kausalzusammenhang zwischen TM und psychischen Störungen oder eine statistisch erhöhte Gefahr wurde von der Bundesregierung nicht behauptet und würde bei einer solchen Warnung von der Öffentlichkeit auch nicht erwartet. Das zusätzlich angerufene Bundesverfassungsgericht (1BvR 881/89 vom 15. August 1989) bestätigte diese Auffassung und ergänzte, dass abschließende und unanfechtbare wissenschaftliche Belege für ihr Tätigwerden auch nicht notwendig sind. Die Bundesregierung darf warnen, die Kläger der TM-Organisation mussten die Prozesskosten tragen.

### Evangelische Kirche vs. TM
Eine auch im Internet veröffentlichte Handreichung der Evangelischen Landeskirche in Württemberg (Autor: Hansjörg Hemminger, Beauftragter für Weltanschauungsfragen) wirft der TM-Bewegung vor, sie verfolge eine „totalitäre politische Ideologie auf der Grundlage eines Hindu-Fundamentalismus“, betreibe einen „aktiven Kampf gegen demokratische Staatsformen“ und wende sich „gegen allgemeine Menschenrechte“. Hemminger beruft sich u. a. auf eine Rede Maharishis vom 16. Juli 2000. Die TM-Organisation sieht in Hemmingers Interpretation Diffamierung und Demagogie.

### Butler / Killian vs. MUM
Eine am 24. Februar 2006 eingereichte Privatklage gegen die Betreiberin der Maharishi University of Management (Maharishi Vedic Education Development Corporation, MVED), Fairfield, Iowa, USA, wurde abgewiesen. Eine am gleichen Tag eingereichte Klage gegen die Universität wurde außergerichtlich beigelegt. Anlass der Klagen waren die Gewalttaten eines psychisch gestörten Studenten: Er hatte einen Kommilitonen erstochen und einen weiteren verletzt. Die Kläger behaupteten, tägliche Praxis der Transzendentalen Meditation (an dieser Universität Pflicht) könne für Menschen mit psychiatrischen Problemen gefährlich sein. Die Universität hätte versäumt, rechtzeitig die Polizei einzuschalten, und keine Maßnahmen ergriffen, andere Studenten zu schützen.

## Primärliteratur
- Maharishi Mahesh Yogi: Die Wissenschaft vom Sein und die Kunst des Lebens. Kamphausen, Bielefeld 1998, ISBN 3-933496-40-3.
- Maharishi Mahesh Yogi: Die Bhagavad Gita. Kapitel 1–6. Aus dem Sanskrit übertragen und neu kommentiert. Kamphausen, Bielefeld 1999, ISBN 3-933496-41-1.
- Maharishi Mahesh Yogi: Maharishi’s Absolute Theory of Government. Automation in Administration. Maharishi Prakashan, New Delhi 1995, ISBN 81-7523-002-9.

## Sekundärliteratur
- Elaine und Arthur Aron: Der Maharishi Effekt: Auf der Suche nach dem gesellschaftlichen und politischen Einfluss von Gruppenmeditation. Heyne, München 1991, ISBN 3-453-04959-4.
- Lewis, Gordon R.: What Everyone Should Know About Transcendental Meditation. Regal Books Verlag 1975, ISBN 978-0-8307-0353-1.
- Friedrich-Wilhelm Haack, Thomas Gandow: Transzendentale Meditation, Maharishi Mahesh Yogi. Maharishi Veda. 6. Aufl. 1992
- Hank Johnston: The Marketed Social Movement: A Case Study of the Rapid Growth of TM. In: Pacific Sociological Review. Band 23, Nr. 3, Juli 1980, S. 333–354.
- Peter Russell: Der direkte Weg. Transzendentale Meditation nach Maharishi Mahesh Yogi. Kamphausen, 2003, ISBN 3-933496-75-6.
- Dieter von Schmädel: Ayurveda – Quo vadis? Maharishi Ayur-Veda – Fortschritt oder Sackgasse? In: Journal of the European Ayurvedic Society. Band 3, 1993, S. 229–249.

## Kritische Literatur ehemaliger TM-Lehrer bzw. -Meditierender
- R. Seemann: Lehrjahre mit Maharishi Mahesh Yogi. 1983 (Impuls Nr. 18 der EZW)
- Therese Schulte: Transzendentale Meditation und wohin sie führt. Abschiedsdisput einer TM-Lehrerin. Verlag: Freies Geistesleben GmbH 1987, ISBN 978-3-7725-0722-9.
- Erika Lorenz: Vom Karma zum Karmel. Herder Verlag Freiburg 1989, ISBN 3-451-08638-7.